# Anna Caterina de Sayn-Wittgenstein
Anna Caterina de Sayn-Wittgenstein (en alemany Anna Catherine von Sayn-Wittgenstein) va néixer a Wittgenstein (Alemanya) el 27 de juliol de 1610 i va morir a Kleinern l'1 de desembre de 1690. Era una noble alemanya, filla del comte Lluís II de Sayn-Wittgenstein (1571-1634) i d'Elisabet Juliana de Solms-Braunfels (1578-1630).

## Matrimoni i fills
El 26 d'octubre de 1634 es va casar a Frankfurt amb Felip VII de Waldeck-Wildungen (1613-1645), fill del comte Cristià (1585-1637) i d'Elisabet de Nassau-Siegen (1584-1661). Fruit d'aquest matrimoni en nasqueren:
- Cristià Lluís (1635-1706), casat primer amb Anna Elisabet de Rappoltstein (1644-1678) i després amb Joana de Nassau-Idstein (1657-1733).
- Josies (1636-1669), casat amb Guillemina Cristina de Nassau-Siegen (1625-1707)
- Juliana Elisabet (1637-1707), casada amb Enric Wolrad de Waldeck-Eisenberg (1642-1664).
- Anna Sofia (1639-1646).
- Joana, nascuda i morta el 1639.
- Felipa (1643-1644).